# Onychobates nidicola
Onychobates nidicola är en kvalsterart som beskrevs av Hammer 1967. Onychobates nidicola ingår i släktet Onychobates och familjen Ceratozetidae. Inga underarter finns listade i Catalogue of Life.